# نهر بوزوغو
نهر بوزوغو (بالإنجليزية: Buzogo River)‏ هو نهر صغير يقع في محافظة وولو-نتيم في الغابون.